# ام‌اس‌ای سیفتی
ام‌اس‌ای سیفتی با نام کامل (انگلیسی: Mine Safety Appliances) شرکت تجهیزات حفاظتی آمریکایی است، که در زمینه طراحی و ساخت ابزار و تجهیزات حفاظتی شخصی و صنعتی، آتش‌نشانی، ایمنی، ابزارهای نظارت و تشخیص، سیستم‌های ارتباطات نظامی و دوربین‌های حرارتی، فعالیت می‌نماید.
شرکت ام‌اس‌ای در سال ۱۹۱۴ با حمایت توماس ادیسون تأسیس شد. دفتر مرکزی این شرکت در شهر پیتسبورگ، ایالات متحده آمریکا قرار دارد و بخشی از سهام آن در بازار بورس نیویورک معامله می‌شود.